# يان كامبل (مغني أوبرا)
يان كامبل (بالإنجليزية: Ian Campbell)‏ هو مغني أوبرا أسترالي، ولد في 21 ديسمبر 1945.